# 전주고속
전주고속(全州高速)은 전북특별자치도의 시외버스 업체로, 주사무소는 전북특별자치도 전주시 덕진구 가리내로 30 (금암동) 전주시외버스터미널 내에 위치해 있다. 같은 계열사로는 전북고속, 전북여객이 있다.

## 역사
1970년 3월 1일 한진여객(韓進旅客)으로 설립되었으며, 이후 전주직행(全州直行)을 거쳐 1992년 5월 사명을 전주직행(全州直行)에서 전주고속(全州高速)으로 변경하였다.
상호명을 전주직행(全州直行)에서 전주고속(全州高速)으로 변경되었는데 1992년 4월 18일 만경강 추락사고가 영향을 미쳤다.

## 운행 노선

### 전주 출발 노선
- 전주 → 군산(덕진, 대야 경유, 전북고속과 공동운행)
- 전주 → 익산(덕진 경유, 전북고속과 공동운행)
- 전주 → 격포(완산동, 김제, 부안, 변산 경유, 전북고속과 공동운행)
- 전주 → 곰소(완산동, 김제, 부안 경유)
- 전주 → 함열(덕진, 삼례, 금마 경유)
- 전주 → 부안(완산동 경유와 완산동, 김제 경유로 나뉨, 전북고속과 공동운행)

### 군산 출발 노선
- 군산 → 전주(대야, 덕진 경유, 전북고속과 공동운행)
- 군산 → 정읍(대야, 익산 경유, 대한고속과 공동운행)
- 군산 → 익산(대야 경유, 전북고속과 공동운행)
- 군산 → 양산(익산, 전주, 김해 경유, 금호고속과 공동운행)

### 익산 출발 노선
- 익산 → 군산(대야 경유, 전북고속과 공동운행)
- 익산 → 전주(덕진 경유, 전북고속과 공동운행)

### 정읍 출발 노선
- 정읍 → 군산(익산, 대야 경유, 대한고속과 공동운행)
- 정읍 → 곰소(줄포 경유)

### 기타
- 정읍에서 대전으로 운행하던 노선이 있었으나 1992년 4월 18일 만경강 추락 사고로 인해 운행이 중단되었다.

## 운행 차량

#### 현대자동차
- 현대 뉴 슈퍼 에어로시티
- 현대 유니버스 스페이스 엘레강스
- 현대 뉴 프리미엄 유니버스 익스프레스 프라임
- 현대 뉴 프리미엄 유니버스 프라임

#### 스카이웰
- 스카이웰 리오네

## 같이 보기
- 전북고속
- 대한고속
- 호남고속